# Haldorus distinctus
Haldorus distinctus är en insektsart som beskrevs av De Menezes 1973. Haldorus distinctus ingår i släktet Haldorus och familjen dvärgstritar. Inga underarter finns listade i Catalogue of Life.